# Joseph Franz Seraph Lutzenberger
Joseph Franz Seraph Lutzenberger (Altötting, 13 de janeiro de 1882 – Porto Alegre, 2 de agosto de 1951), também conhecido como José Lutzenberger, foi um artista plástico, decorador, arquiteto e professor alemão naturalizado brasileiro que emigrou para o Brasil em 1920, fixando-se em Porto Alegre. Foi um estimado professor do Instituto de Belas Artes, e deixou uma série importante de edifícios, alguns deles protegidos oficialmente, bem como uma obra artística relevante no campo na aquarela e do desenho, com destaque para suas cenas campeiras e urbanas com seus tipos humanos característicos. É pai do ambientalista José Lutzenberger.

## Biografia
Foi o primeiro dos seis filhos de Joseph Wilhelm Michael Lutzenberger e Magdalena Lemo. O pai mantinha uma livraria e editora que havia sido fundada pela família em 1736. Fez seus primeiros estudos no Ginásio Humanista de Burghausen, e formou-se engenheiro-arquiteto em 1906, pela Universidade Técnica de Munique, mas desde cedo interessou-se pela pintura e pelo desenho. Antes da Primeira Guerra Mundial trabalhou como arquiteto do Departamento de Obras de Wiesbaden. Neste período estudou arte com os professores Polivka (1910), em Praga, e Reinhardt e Sessenguth (1911), em Berlim. Também atuou privadamente para escritórios de arquitetura da Alemanha e República Tcheca.
Com a eclosão da Guerra, serviu nas forças alemãs como projetista de armamentos, atuando na parte técnica na França e na Bélgica. Chegou à patente de tenente-coronel e comandou uma companhia de Engenharia de Campo, mas nunca confrontou diretamente outro combatente e sempre temeu que fosse obrigado a usar suas armas, abominando a ideia de atirar em pessoas que não considerava inimigos. Teve porém contato direto com a vida dos soldados em campanha, que registrou em desenhos e aquarelas, das quais 50 ainda se encontram no Museu Militar de Munique.
A guerra causou a ruína da sua família, a editora foi vendida e Lutzenberger, já sem o emprego no Departamento de Obras, acabou encontrando num jornal uma oferta de emprego da construtora brasileira Weiss, Mennig & Cia, sediada em Porto Alegre. Escolhido entre centenas de candidatos, assinou um contrato de cinco anos. Isso significou uma reviravolta em seus planos de vida, cujo impacto ele descreveu:

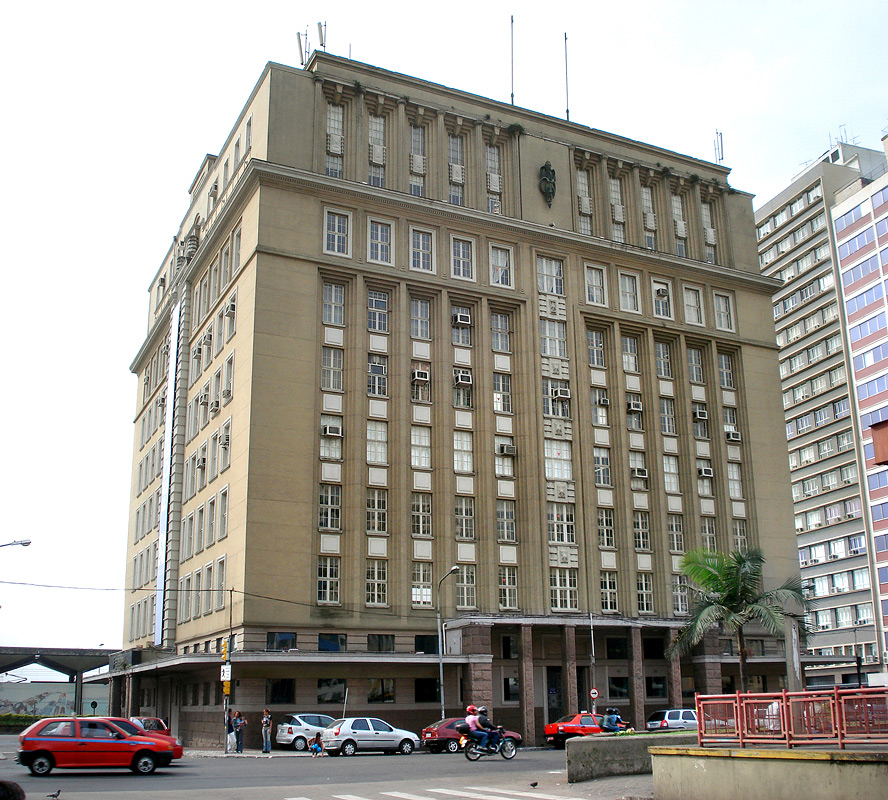
O Palácio do Comércio, em Porto Alegre, uma das suas obras mais conhecidas

"O mundo girou de tal maneira sob os meus pés que a partir de então o Natal deslizou para o verão e Pentecostes para o inverno, meu latim e francês converteram-se em português, a arte da arquitetura virou prática de construção [...] até hoje com freqüência eu mesmo por instantes não me reconheço".
Partiu da Alemanha em 14 de julho de 1920, em Amsterdã tomou o vapor Gelsia, e três semanas depois chegava em Santos. Estava em Porto Alegre em 18 de agosto de 1920. Deixaria em Porto Alegre e outras cidades do estado um importante acervo de edifícios construídos, com destaque para a Igreja de São José, o Palácio do Comércio e a Fundação Pão dos Pobres.
Participou do famoso Salão de Outono de 1925 montado na Intendência de Porto Alegre, onde foram revelados outros talentos. Em fevereiro de 1926 casou com Emma Kroeff, filha do coronel Jakob Kroeff Filho, um rico negociante da região de Hamburgo Velho. Teriam os filhos José Antônio, nascido em 1926, engenheiro-agrônomo e ambientalista, Magdalena, nascida em 1927, e Rose, nascida em 1929, ambas artistas e professoras de Artes.
Em 1936 iniciou sua vinculação por contrato ao Instituto de Belas Artes. Deu aulas de Arte Decorativa, Geometria Descritiva, Perspectiva e Sombras no Curso Superior de Artes Plásticas, e Geometria Descritiva no Curso Técnico de Arquitetura. Entre 1947 e 1950 lecionou Perspectiva, Sombras e Estereotomia no 2º ano do Curso Superior de Arquitetura do IBA, e Composição Decorativa no 3º ano do curso. Também era convocado para as bancas dos exames práticos e orais, e para os juris de premiação dos Salões do Instituto. Iberê Camargo e Ernesto Frederico Scheffel foram seus alunos. Praticou a docência até falecer mas não se limitou a ela, colaborando também em questões teóricas e administrativas. Sua atuação foi fundamental para a criação do Curso Técnico de Arquitetura. Participou ativamente do processo de construção do prédio novo, e mostrou desenhos, aquarelas e projetos de arquitetura e decoração em vários salões promovidos pelo Instituto, o que garantiu sua inserção definitiva na classe artística local.
Disse Fernando Corona que "há nomes que a história não poderá esquecer. Entre aqueles homens que muito deram de seu talento semeando cultura artística entre nós, podemos citar com saudades José Lutzenberger. Ele era alto, corpulento, parco e austero no falar, e de uma modéstia à flor da pele. [...] Pagava para não discutir e sua bondade franciscana prenunciava sua introspecção. Era muito culto, e quando dava uma opinião, era para valer. Se esta não fosse bem acolhida, não se incomodava, e o mutismo de sua atitude, confirmava sua esmerada educação. [...] José Lutzenberger, o homem bom, o artista excelente e o professor querido faleceu em 2 de agosto de 1951, e até hoje em todos nós, as saudades crescem em cada momento que passa. Nada custa lembrar nomes que a história não poderá esquecer".
Sua naturalização como cidadão brasileiro só ocorreu postumamente. Seu legado arquitetônico foi em parte protegido por instâncias oficiais, e seu legado artístico vem sendo mantido vivo através de uma série regular de exposições, destacando-se as ocorridas em 1990, no Espaço Cultural do Banco Francês e Brasileiro, com curadoria de Luiz Carlos Barbosa, e em 2001, no Museu de Arte do Rio Grande do Sul, com curadoria de Paulo Gomes. Consagrado pela crítica, contudo, ainda é um artista pouco conhecido do público.
Sua casa, projetada por ele mesmo, foi tombada pela Prefeitura em 2011. Ali funciona a sede administrativa da empresa da família, Vida, especializada em reciclagem de resíduos industriais, e parte do espaço foi transformado em memorial a Joseph e seu filho, o notado ambientalista José Lutzenberger.

## Obra

### Arquitetura e decoração

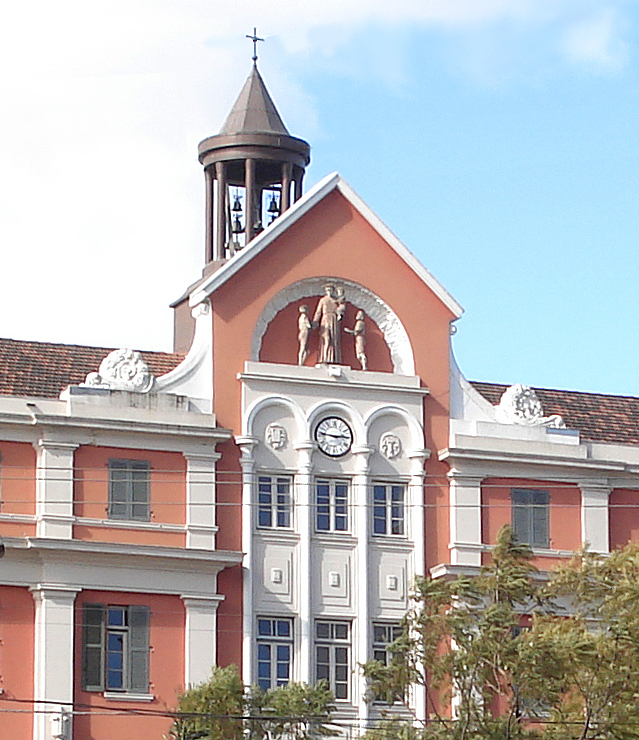
Detalhe do frontispício do Pão dos Pobres em Porto Alegre

Como arquiteto, seu estilo se caracteriza pela sobriedade, racionalidade e funcionalidade, mas com soluções formais muitas vezes arrojadas, empregando um estilo eclético com tendência ao déco, e eliminando ornamentações supérfluas. Pouco antes de chegar à cidade, a classe governante estava desenvolvendo um ambicioso plano de reurbanização, com o objetivo de tornar Porto Alegre no cartão de visitas do estado, parte dos planos de governo dos positivistas, empenhados em um amplo projeto civilizatório e progressista, mas ao mesmo tempo uma burguesia endinheirada e vinculada à cultura e à política buscava construir com luxo e em escala monumental. Nas primeiras décadas do século XX Porto Alegre viu surgir uma série de monumentos esplêndidos, hoje todos eles tombados pelo IPHAN ou pelo IPHAE, como os Correios e Telégrafos, a Delegacia Fiscal da Receita Federal e o Palácio Piratini, além de extravagantes sedes de bancos e empresas e dezenas de palacetes para a elite, composta em grande parte por descendentes de alemães, havendo uma grande, empreendedora e influente colônia alemã na capital. 30% do comércio de Porto Alegre estava nas mãos dos alemães. O novo rosto oficial da cidade devia muito da sua estética a eles. Até 1915 dominaram a cena da construção e decoração três alemães: Theo Wiederspahn, arquiteto e construtor, Rudolf Ahrons, engenheiro e construtor, e João Vicente Friedrichs, decorador.

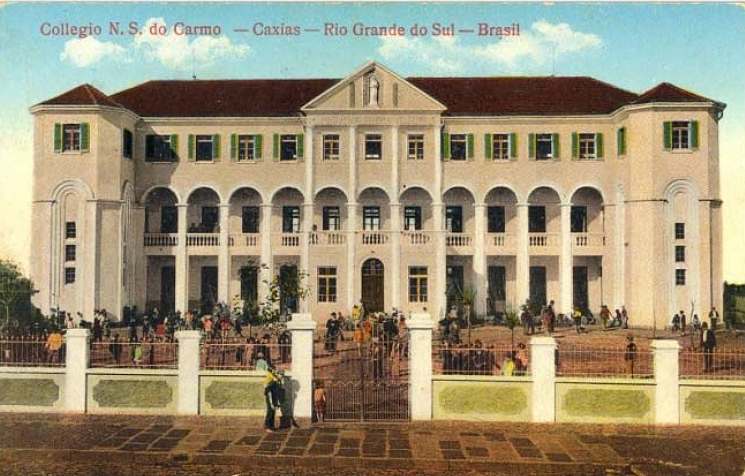
O Colégio do Carmo, em Caxias do Sul

O excelente mercado para os alemães sofreu alguns abalos desde o Estado Novo até a II Grande Guerra, quando os descendentes de alemães (e italianos, japoneses e outros imigrantes) foram censurados e perseguidos, a fala alemã foi proibida, houve depredação de lojas de alemães, confiscos arbitrários de bens e interdição de associações, mas Lutzenberger, nesta época já vinculado ao círculo do Instituto de Belas Artes, não foi afetado diretamente, e foi capaz de deixar um grupo consistente de obras que, de acordo com Günter Weimer, lhe dão crédito para ser contado na lista dos artífices "da marcante germanização da arquitetura do Rio Grande do Sul".
Algumas das suas obras marcaram o perfil e a história de Porto Alegre, como a Igreja de São José, um marco da comunidade católica alemã da cidade; o Palácio do Comércio, "monumento perpetuador da glória de uma classe que cumpriu e vem cumprindo, galhardamente, a sua elevada missão de coordenadora e propulsora de todas as atividades econômicas riograndenses", e a segunda sede da Fundação Pão dos Pobres, centenário centro de assistência à juventude, "verdadeiro patrimônio da capital". Também criou os projetos para o Sanatório Leprosário Rio-Grandense (1929), o Colégio Nossa Senhora das Dores (1926-36), o Liceu de Artes Luis Palmeiro (1928), o Edifício Bastian Pinto, as sedes empresariais da Renner, Jung, Nedel e Hermann, o Clube Caixeiral (1922), a Fábrica de Calçados Adams & Cia (1925), e muitos outros, além de prédios em Caxias do Sul (Colégio Nossa Senhora do Carmo e Hospital Pompéia), Lajeado, Santa Cruz do Sul, Cachoeira do Sul, Novo Hamburgo e Caçapava do Sul. Também projetou conjuntos residenciais populares para empresários imobiliários como Ernesto Hoyer, Oscar Bastian Meyer e Carlos de Moraes Vellinho.

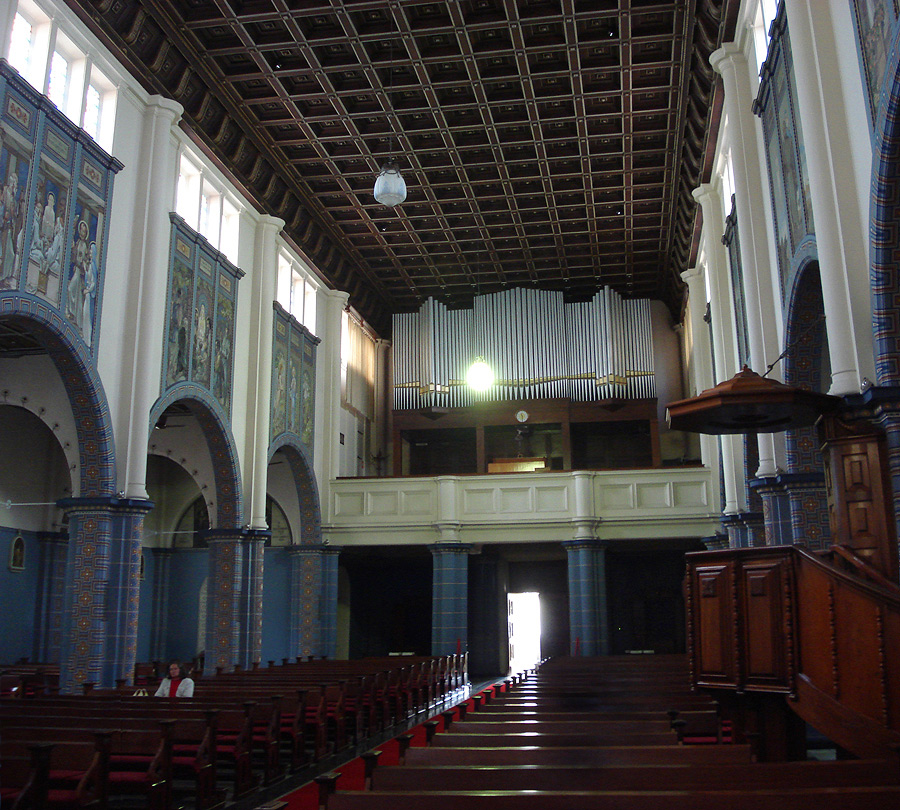
Detalhe do interior da Igreja de São José

Em seus projetos procurava desenvolver uma concepção global do edifício, a Gesamtkunstwerk dos alemães ("obra de arte total"), incluindo no plano todos os elementos decorativos, um princípio que era cultivado por várias escolas modernistas europeias, mas nem sempre conseguiu que suas ideias fossem aprovadas por seus clientes, e as múltiplas versões que existem de várias obras documentam um processo de criação por vezes bastante longo, negociado e trabalhoso. A Igreja de São José é um dos melhores exemplos desta sua abordagem totalizante, projetando os altares, a estatuária, os ornamentos, os vitrais e as pinturas murais. Angelo Guido e Fernando Corona elogiaram a qualidade do projeto e a harmonia dos espaços e decorações. Para Caroline Hädrich, a igreja "é certamente a obra mais completa e talvez a mais bela criada por Lutzenberger, já que ele conseguiu projetar desde sua estrutura até todos os seus detalhes decorativos, como pinturas murais, desenho de vitrais, altares e estatuária em mármore, mobiliário em madeira e até luminárias".

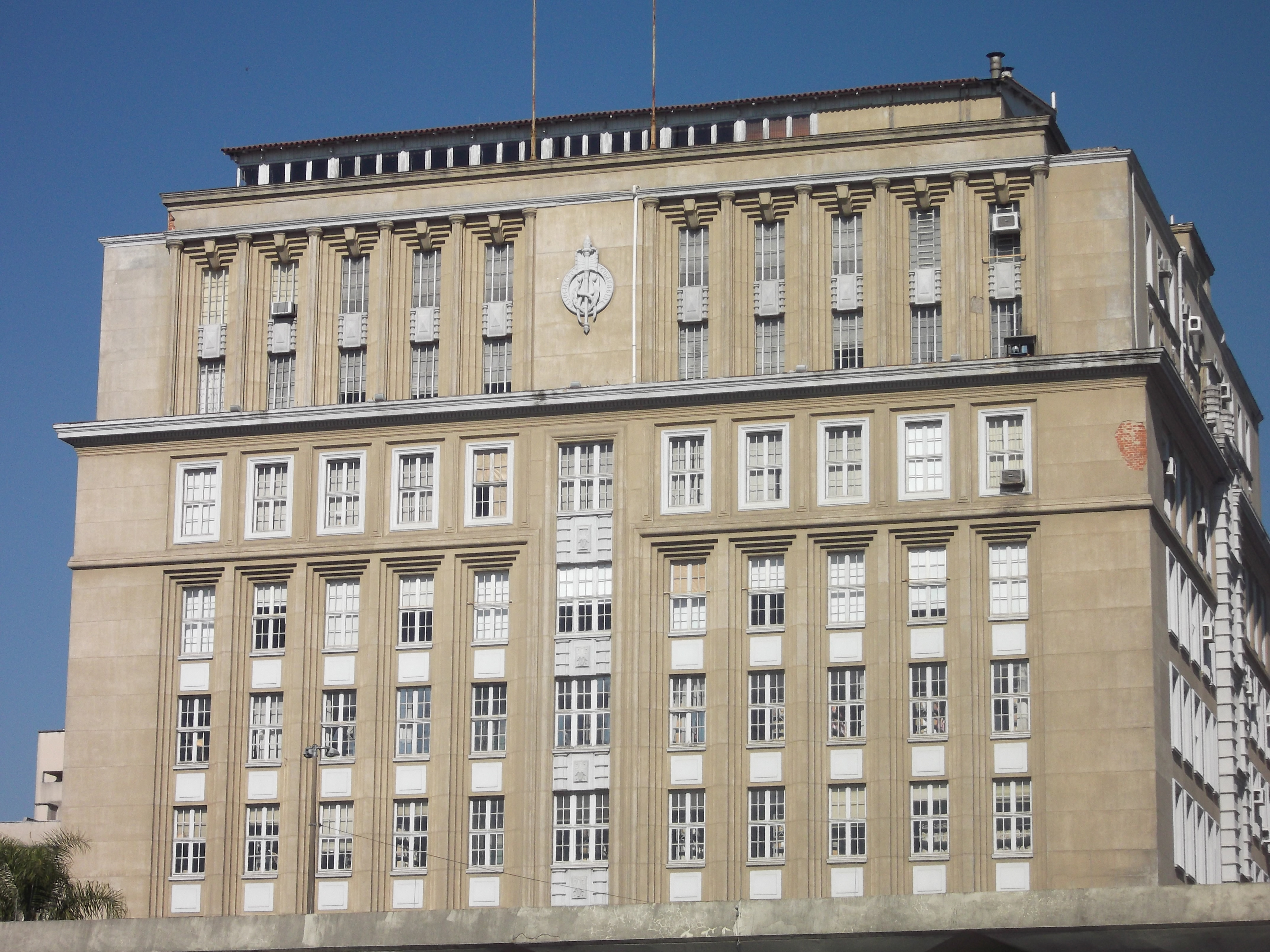
Detalhe da fachada do Palácio do Comércio

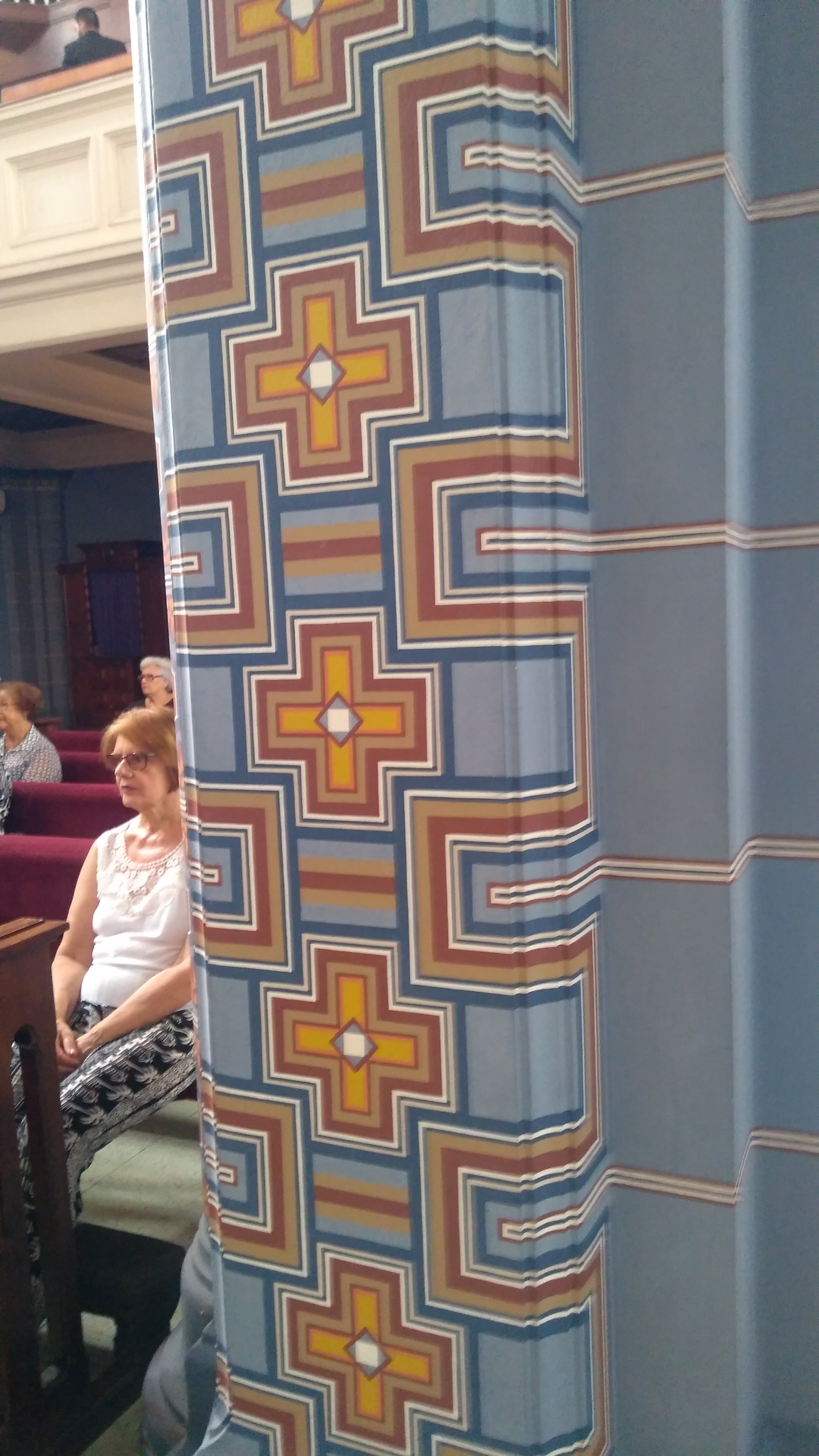
Detalhe da decoração interna da Igreja de São José

O mesmo cuidado com os detalhes manifestou no Palácio do Comércio, muito elogiado na imprensa quando inaugurado, "grandioso", "imponente", "monumento". Lá foram concebidos dois ambientes particularmente luxuosos, o restaurante e o salão nobre, com pé-direito duplo, meia parede em mármore, piso de madeira desenhado, forro com detalhes decorativos, mobília de estilo, vitrais e lustres, tudo projetado por Lutzenberger e executado sob sua supervisão. Sua concepção de luxo era, no entanto, sóbria e contida, e seus interiores são refinados mas austeros, buscando refletir novas ideias sobre conforto e praticidade.
Contou com a colaboração de assistentes no planejamento e para a execução dos elementos decorativos apelou para profissionais talentosos como Alfred Adloff, André Arjonas, Fernando Corona, a Casa Genta, entre outros. Disse Simon que:
"Lutzenberger trouxe um halo cultural da sua terra natal. Técnicos em arte e artesanato bávaros formaram em Porto Alegre, ao seu redor, um halo de profissionais que aqui desenvolviam as técnicas artísticas no vidro, na cerâmica, na pintura decorativa que haviam apreendido nas Escolas Técnicas da sua Bavária. Passou adiante os seus sólidos ensinamentos para a nova geração no Instituto de Artes e nos seus projetos profissionais. [...] Como erudito ao mesmo tempo recria no seu repertório em Porto Alegre o artesanato da Arts and Crafts e dos pintores Nazarenos em voga no início do século XX na sua Bavária de origem. O clima gerado pelos múltiplos e coerentes projetos desta obra é inteiramente favorável aos signos mais caros à tradição germânica e herdados do Ora et Labora [Reza e Trabalha] dos mosteiros beneditinos".
Em 1982 a igreja foi incluída pela Prefeitura Municipal no Inventário dos Bens Imóveis de Valor Histórico e Cultural e de Expressiva Tradição. O Palácio do Comércio também é inventariado. O Pão dos Pobres e a casa que projetou para viver foram tombados pela Prefeitura. O conjunto da Vila Flores, composto por três pequenos edifícios residenciais, embora ainda habitado, foi recuperado como centro cultural e educacional, atuando no resgate da memória e da cidadania e no desenvolvimento da economia criativa, com 32 empreendimentos residentes em 2018, organizados na Associação Cultural Vila Flores.

### Artes visuais
Lutzenberger chegou à cidade em um momento muito favorável para sua atuação como arquiteto, e o campo das artes também estava se estruturando, especialmente através da atividade do Instituto de Belas Artes, instituição que contou com a colaboração dos melhores artistas locais e vários estrangeiros. Disse o curador Paulo Gomes que "Lutzenberger se junta assim aos espanhóis Fernando Corona (1895-1979), Luís Maristany de Trias (1885-1964), Benito Castañeda (1885-1955), ao italiano Angelo Guido (1893-1969) e ainda ao tchecoslovaco Francis Pelichek (1886-1937) na constituição de uma visualidade local, seja através de suas atividades artísticas na pintura, no desenho e na escultura assim como na atuação como professores no Instituto de Belas Artes". Lutzenberger tinha um preparo completo em artes, e para o historiador Círio Simon, "a equipe diversificada, afinada e eficiente, interna e externamente do Curso de Artes Plásticas do Instituto de Belas Artes do Rio Grande o Sul, conferiu a base e consistência adequada para as expressões de autonomia do campo artístico".

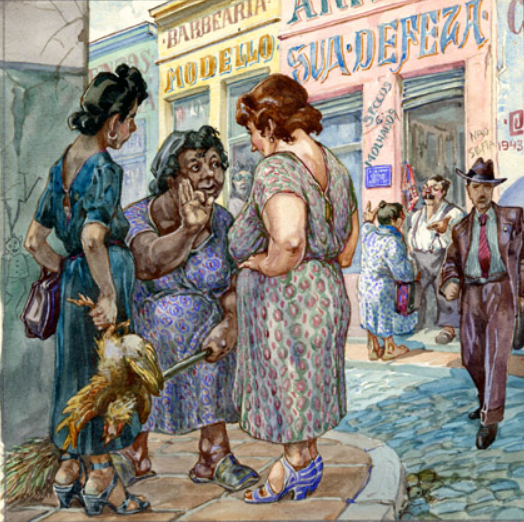
Conversa de Comadres, aquarela

Como artista plástico Lutzenberger encontrou um ambiente limitado pelo pequeno tamanho do público consumidor e pelo tradicionalismo dos costumes, mas que estava em expansão com o crescimento da burguesia e a chegada das novidades visuais modernistas através das revistas ilustradas e do cinema. Sua primeira aparição pública importante na cena artística da capital foi a participação no Salão de Outono de 1925, que marcou época na cidade e que prestigiou um grupo de artistas moderadamente modernistas. Disse Neiva Bohns que o Salão trazia "leves sinais de adesão à arte moderna, mas fugia do giro nacionalista que começava a se desenvolver em outras partes do país. Angelo Guido viu na mostra o momento de transição entre o academicismo de Pedro Weingärtner e Libindo Ferrás, e uma produção artística mais moderna, que não chegava a ser ousada". O Instituto de Belas Artes no momento de sua chegada em 1920 era o reduto dos conservadores em termos de estética mas era a vanguarda em termos de metodologia de ensino. Fora fundado em 1908 por iniciativa do Governo do Estado e fazia parte do seu projeto civilizatório positivista; tinha pouco financiamento e ainda funcionava precariamente, mas aspirava consolidar-se como escola de alto nível segundo os ideais das antigas academias europeias. Já na época de atuação de Lutzenberger, a casa estava sob a direção de Tasso Corrêa (1936-1958), notável administrador e também artista que deu um grande impulso para a estabilização e qualificação dos cursos. É também neste período que começa a se ampliar a aceitação dos princípios modernistas, e no próprio IBA se percebe essa tendência.
Lutzenberger não teve dificuldade de se integrar no ambiente da escola e colaborou com sua evolução e afirmação. Era ele próprio um acadêmico por formação, apreciava os clássicos da literatura e da arte, e reconhecia a importância de se estabelecer disciplina e método no desenvolvimento do talento — um dos esteios do sistema de ensino acadêmico —, mas era curioso sobre novidades, e em seus anos formativos havia conhecido a cosmopolita vida cultural de Munique e Berlim, onde atuavam muitos decoradores, arquitetos, publicitários, artistas gráficos, pintores e desenhistas modernistas.

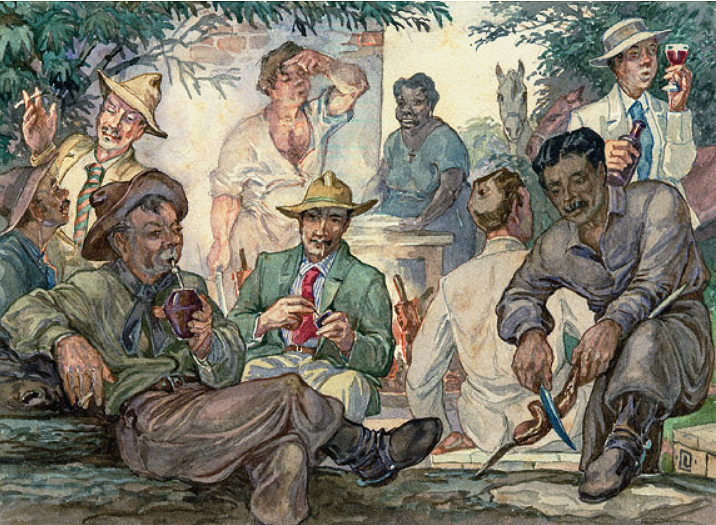
Roda de chimarrão e churrasco, aquarela. Dois gaúchos típicos tomando chimarrão e cortando churrasco misturados a tipos urbanos.

Sua produção é notável no campo da aquarela e desenho, com um traço preciso e um impecável senso de forma, além de ser um interessado observador da natureza e das pessoas. Não apegou-se a nenhuma escola estética específica, e um diálogo de traços muito pessoais entre o novo e o antigo permaneceria constante em sua produção visual. Apesar de ter produzido algumas séries de ilustrações por encomenda, que fizeram bastante sucesso, sua produção no geral não teve por objetivo a venda, e circulou de maneira limitada enquanto viveu. Pintava e desenhava por prazer e via-se mais como um professor e arquiteto, recusando a denominação de artista. Para Ângela Ravazzolo, 
"As obras de arte produzidas no Brasil por Lutzenberger podem ser entendidas como uma tentativa de adaptação e entendimento do estrangeiro na nova sociedade onde chega e se instala. [...] Não é à toa que essas representações visuais contemplam momentos significativos da história do Rio Grande do Sul (como na série de aquarelas que tematizam a Revolução Farroupilha ou naquelas que abordam a saga dos colonos alemães que emigraram ao Brasil) e cenas contemporâneas ao artista, tanto tipos urbanos populares (negros, gaúchos com o chimarrão nas mãos) quanto cenas novas para ele (procissões religiosas, desfiles de carnaval)".
O estrangeiro que via os cenários locais com certo espanto acabou assimilado, "amando os pagos", como disse seu amigo Fernando Corona: "A vida gauchesca o empolgava pelo seu ineditismo para ele até então desconhecido. Estudou e observou a vida campeira do nosso Estado, desenhando a bico de pena com requintado sabor decorativo, dezenas de flagrantes cotidianos de gaúchos, colonos e caixeiros viajantes". Produziu comercialmente as séries de ilustrações Lendas Brasileiras, Farrapos e O Colono no Rio Grande do Sul. Essa parte de sua produção o consagrou como um dos artistas que haviam conseguido captar a verdadeira essência do povo rio-grandense, naquela época sintetizado, no discurso oficial, na figura mitificada do gaúcho. O tema do gaúcho, o "verdadeiro" nativo da terra, um ser cheio de virtudes viris, estava fortemente associado ao imaginário heroico criado em torno dos rebeldes farroupilhas, os "verdadeiros" cidadãos rio-grandenses, dois lados da mesma medalha, erigidos como modelos de liberdade, autonomia e coragem e símbolos de toda uma história e uma cultura. Depois suas cenas urbanas entraram no foco da crítica, sendo motivo para evocações nostálgicas da cidade do passado, com seus casarios, suas ruas, seus cafés e mercados, seus tipos populares e cenas típicas, muitas vezes retratados com uma veia humorística.

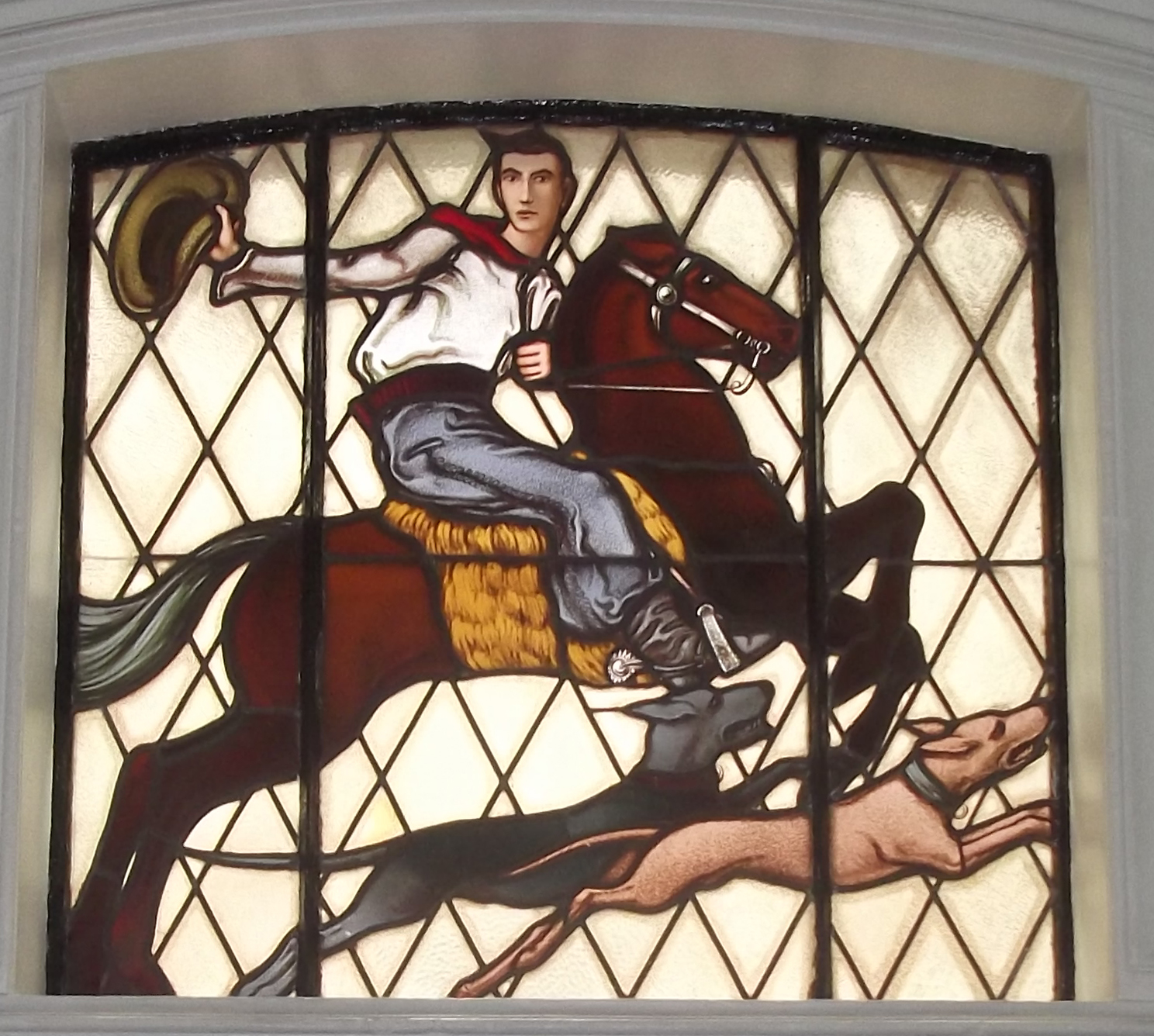
Vitral com a temática do gaúcho instalado na entrada do Edifício Bastian Pinto, projeto de Lutzenberger e execução da Casa Genta

Um dos seus obituários já o reconhecia como intérprete eminente, louvando-o como "aquarelista e desenhista de grande mérito, conquistou nos meios artísticos nacionais um lugar de marcado relevo, especialmente através dos magníficos trabalhos em que fixou cenas e tipos do Rio Grande do Sul, a cujo ambiente se ligou pelo coração e pelo espírito". Para o crítico Carlos Mancuso, escrevendo em um catalogo de 1985, "a poética de Lutzenberger nos revela o sentido das coisas, uma maneira nova de ver os valores intrínsecos da realidade cultural. Ele soube como poucos penetrar na alma do povo gaúcho e da sociedade da qual participou". Paulo Gomes, escrevendo já em 2009, traz uma outra visão, dizendo que "para o Centenário Farroupilha, ele pintará a série dos Farrapos. São imagens de encomenda, belas e bem feitas, mas sem base histórica: seus farrapos parecem ter saído de algum filme de faroeste, de alguma história em quadrinhos ou dos romances de Karl May. Independente disto, ou mesmo talvez por causa disso, essas imagens de excepcional fatura ficarão célebres, principalmente com sua ampla difusão após a morte do artista". Para Francisco Dalcol, diretor do MARGS, "a iconografia do gaúcho a cavalo de Lutzenberger se situa em um ponto intermediário entre a leitura crítica do Clube de Bagé (do qual faziam parte Carlos Scliar, Danúbio Gonçalves, Glauco Rodrigues e Glênio Bianchetti) e o estilo épico de Antônio Caringi, criador da Estátua do Laçador, símbolo de Porto Alegre. É a visão peculiar do estrangeiro que vive aqui".

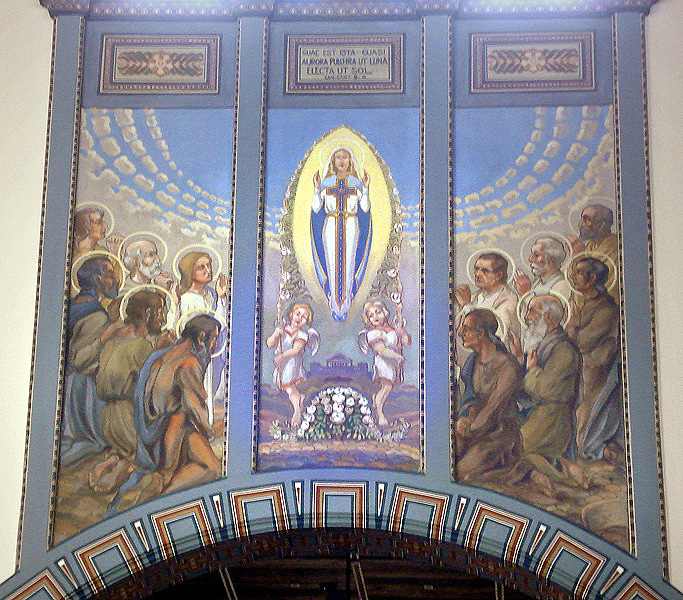
Assunção de Maria na Igreja de São José

Categoria à parte é a série de murais retratando cenas sacras no interior da Igreja de São José, concebidos entre 1922 e 1924. De acordo com Círio Simon, é um conjunto muito representativo da corrente neogótica historicista que florescia no estado desde o século XIX, e lembrando que em sua mente se aliavam diversos talentos, comparou-o aos antigos mestres-construtores das catedrais góticas, que reuniam em si o pintor, o arquiteto e o designer. "Assim Joseph Lutzenberger sublinhou a sua própria etnia e cultura germânica, enraizada e cultivada há um século antes da ação deste intelectual artista em solo sul-rio-grandense. A Igreja de São José de Porto Alegre celebra e marca o centenário [1824-1924] da presença desta comunidade na cultura e arte sul-rio-grandenses".
A interpretação e o uso social das suas imagens variaram ao longo dos anos, e Lutzenberger veio a ser apreciado também pelas suas qualidades puramente estéticas e pelos seus dons de observador e comentarista do cotidiano, convidando ora à reflexão crítica sobre a história e a sociedade, ora ao riso. Suas obras estão em coleções particulares, no MARGS, na Fundação APBLUB e na Pinacoteca Barão de Santo Ângelo. Depois de seu desaparecimento uma série regular de exposições vem buscando resgatar seu legado e preservar sua memória, ocorrendo em 1955, 1960, 1972, 1974, 1977, 1981, 1985, 1990, 1996, 2001, 2008, 2009, 2016.